# Elezioni generali in Nicaragua del 2011
Le elezioni generali in Nicaragua del 2011 si tennero il 6 novembre per l'elezione del Presidente e il rinnovo dell'Assemblea nazionale.

## Risultati

### Elezioni presidenziali
| Candidati            | Partiti                                    | Voti      | %     |
| -------------------- | ------------------------------------------ | --------- | ----- |
| Daniel Ortega        | Fronte Sandinista di Liberazione Nazionale | 1 569 287 | 62,46 |
| Fabio Gadea Mantilla | Partito Liberale Indipendente              | 778 889   | 31,00 |
| Arnoldo Alemán       | Partito Liberale Costituzionalista         | 148 507   | 5,91  |
| Enrique Quiñonez     | Alleanza Liberale Nicaraguense             | 10 003    | 0,40  |
| Miguel Angel García  | Alleanza per la Repubblica                 | 5 898     | 0,23  |
| Totale               | Totale                                     | 2 512 584 | 100   |

### Elezioni parlamentari
| Liste                                      | Nazionale | Nazionale | Nazionale | Dipartimentale | Dipartimentale | Dipartimentale | Totale seggi |
| Liste                                      | Voti      | %         | Seggi     | Voti           | %              | Seggi          | Totale seggi |
| ------------------------------------------ | --------- | --------- | --------- | -------------- | -------------- | -------------- | ------------ |
| Fronte Sandinista di Liberazione Nazionale | 1 583 199 | 60,85     | 13        | 1 595 470      | 60,64          | 49             | 63           |
| Partito Liberale Indipendente              | 822 023   | 31,59     | 6         | 824 180        | 31,33          | 20             | 27           |
| Partito Liberale Costituzionalista         | 167 639   | 6,44      | 1         | 173 306        | 6,59           | 1              | 2            |
| Alleanza Liberale Nicaraguense             | 19 658    | 0,76      | -         | 24 870         | 0,95           | -              | -            |
| Alleanza per la Repubblica                 | 9 317     | 0,36      | -         | 13 063         | 0,50           | -              | -            |
| Membri designati                           | 0         | 0,00      | -         | 0              | 0,00           | -              | 2            |
| Totale                                     | 2 601 836 | 100       | 20        | 2 630 889      | 100            | 70             | 92           |